# Frank Lautenberg
Frank Raleigh Lautenberg (23 de gener de 1923 – 3 de juny de 2013) fou un polític  estatunidenc, membre del  Partit Demòcrata, senador de Nova Jersey al Congrés dels Estats Units des de 1982 fins a 2013.